# Microhyla mihintalei
Microhyla mihintalei é uma espécie de anfíbio anuro da família Microhylidae.

## Distribuição
Essa espécie é nativa de Sri Lanka, sendo encontrada entre as altitudes de 0 e 500 metros.
Ocorre principalmente em áreas sombreadas próximas às margens de córregos e rios ou em regiões que se tornam poças efêmeras estáveis durante a estação chuvosa.

## Descrição
Microhyla mihintalei é uma rã de tamanho moderado com comprimento de focinho a cloaca de 21,7 – 27,3 mm nos machos e 24,4 mm nas fêmeas.
A cabeça é pequena, mais curta que larga, focinho sub-ovóide em vista dorsal e ventral, arredondado em vista lateral; narina mais próxima da ponta do focinho do que do olho; tímpano indistinto ou obscurecido por uma camada de pele sem bordas claramente definidas, prega supratimpânica distinta, estendendo-se do canto posterior da pálpebra superior até próximo à inserção do membro anterior na axila; diâmetro do olho; cume vomerino ausente; língua elíptica.
Cor em vida: Dorso castanho-avermelhado claro com uma faixa cinza-clara fraca que se estende de trás do olho até a virilha; lado lateral da cabeça e área timpânica cinza escuro; virilha cinza claro com manchas pretas; duas listras pretas distintas e estreitas que se estendem do focinho ao longo da lateral da cabeça até perto da virilha; partes posteriores da coxa e da tíbia marrom-claras com manchas pretas irregulares; uma estreita mancha preta se estende da abertura anal até próximo ao joelho; superfície ventral cinza, garganta com mancha marrom escura.

## Hábitos
Em cativeiro, membros desta espécie foram observados cavando rapidamente no solo usando suas patas traseiras, indicando que eles são tomadores de empréstimo ativos, e não apenas usuários de tocas no solo.